# Rodrigo Pastorini
Rodrigo Pastorini de León (Florida, 4 de marzo de 1990) es un futbolista uruguayo. Juega de delantero y su equipo actual es el Deportivo LSM de la cuarta división de Uruguay.

## Trayectoria

### Danubio
Comenzó jugando Baby fútbol a los seis años en el Club Atlético Florida de su ciudad natal. Con quince años partió a Montevideo y unirse a las divisiones inferiores de Danubio obtenido como uno de sus grandes logros el Mundialito Tahuichi “Paz y Unidad” del año 2005. Debutó en primera el 30 de junio de 2008 ante Peñarol bajo el mando de Martin Lasarte.

### Peñarol
A inicios del 2011 Peñarol sería su siguiente destino futbolístico, jugando principalmente en el equipo B, casi sin oportunidades en el primer equipo. En este paso anotó en el clásico uruguayo de menores, disputado en la tercera división.
A inicios del 2012 partiría a Racing donde tendría un brillante semestre que lo haría volver a los aurinegros pero otra vez sin oportunidades de jugar, rescindiría su contra para jugar por Montevideo Wanderers por una temporada. Fue presentado con la camiseta número 10 y jugó la Copa Sudamericana 2013.
De la mano de Alfredo Arias sería una de las figuras de los bohemios que obtendría el título del Clausura 2014, esto sería su trampolín para llegar al fútbol europeo fichando por el Petrolul Ploieşti de Rumania.

### Petrolul Ploesti
Con el equipo rumano jugó la Liga Europa de la UEFA 2014-15, clasificando hasta la ronda de play off, donde fue eliminado por Dinamo Zagreb. Jugó al lado de su compatriota Sebastian Gallegos y del rumano internacional Adrian Mutu. Firmó hasta el 2016 por 750.000 €.En el equipo rumano tendría problemas de adaptación y también económicos en relación con el club, por lo que su partida era inminente. Jugó un total de 16 partidos sin poder anotar.
Debido a que no tuvo continuidad en Rumania, parte a Sinaloa para jugar por el Murciélagos FC por una temporada. Jugó al lado de sus compatriotas Michel Acosta y Nicolas Vigneri. En México comenzaría bien pero tendría problemas con los dirigentes del club quienes lo "cortarían" quedando sin jugar por cinco meses, por esta situación a mediados del 2016 parte a préstamo al Santiago Wanderers de Valparaíso, equipo donde prácticamente no jugó y donde fue desvinculado al término del torneo de Apertura 2017. Fue pedido por el entrenador uruguayo Eduardo Espinel y compartió equipo con sus compatriotas Federico Perez, David Terans y Jonathan Charquero.
A mediados del 2017 volvió a Uruguay para jugar por Montevideo Wanderers, con los bohemios cumplió grandes temporadas, lo que le sirvió ser visto por equipos grandes de Uruguay. Anotó un total de 17 goles.

### Nacional
Luego de buenas temporadas con Wanderers, fichó por Club Nacional por año y medio. Sin embargo, no tuvo la continuidad deseada. Jugó solo 4 partidos.
A inicios del 2020, fichó a préstamo por 6 meses. En julio cuando se le venció su contrato, Wandererers negoció su préstamo hasta finales del 2020.
Luego de quedar como jugador libre, a inicios del 2021 fue voceado y estuvo en la órbita de Universitario de Deportes de Perú, sin embargo, desde el club merengue declinaron el interés.
Fichó por Hércules de Alicante hasta final de temporada para poder ascender de cateogía en el fútbol español. A mediados de aquel año se marchó a Sud América, donde descendió de categoría.
El 17 de diciembre fue oficializado como nuevo refuerzo de la Academia Cantolao de la Liga 1 Perú. Su debut en el fútbol peruano fue ante Universitario de Deportes, perdiendo 3 a 0 de condición de local, Aquel año en lo personal le fue bastante bien, logró anotar 7 goles en 34 partidos, ayudando a Cantolao a salvarse del descenso.

## Selección nacional
Ha sido internacional con la selección de fútbol sub-15 de Uruguay jugando el Campeonato Sudamericano Sub-15 de 2005, donde anotaría un gol, también sería parte de la selección de fútbol sub-17 de Uruguay donde jugaría el Campeonato Sudamericano Sub-17 de 2007.

## Clubes
| Club                   | País    | Año       |
| ---------------------- | ------- | --------- |
| Danubio                | Uruguay | 2008-2010 |
| Peñarol                | Uruguay | 2011-2014 |
| → Racing Montevideo    | Uruguay | 2012      |
| Montevideo Wanderers   | Uruguay | 2013-2014 |
| Petrolul Ploieşti      | Rumania | 2014-2015 |
| Murciélagos FC         | México  | 2015-2016 |
| → Santiago Wanderers   | Chile   | 2016-2017 |
| Montevideo Wanderers   | Uruguay | 2017-2019 |
| Nacional               | Uruguay | 2019-2020 |
| → Montevideo Wanderers | Uruguay | 2020      |
| Hércules               | España  | 2021      |
| Sud América            | Uruguay | 2021      |
| Academia Cantolao      | Perú    | 2022      |
| Fidelis Andria         | Italia  | 2023-act. |

## Palmarés

### Títulos nacionales
| Título              | Club                 | País    | Año     |
| ------------------- | -------------------- | ------- | ------- |
| Torneo Apertura     | Peñarol              | Uruguay | 2012    |
| Campeonato Uruguayo | Peñarol              | Uruguay | 2012-13 |
| Torneo Clausura     | Montevideo Wanderers | Uruguay | 2014    |
| Torneo Clausura     | Nacional             | Uruguay | 2019    |
| Campeonato Uruguayo | Nacional             | Uruguay | 2019    |